# タンデム・シップ
タンデム・シップは、矢部たかひろと片野明隆による日本のお笑いコンビ。笑業団体しきかけ一味に所属。2013年に解散。

## メンバー
矢部たかひろ（やべ たかひろ、1984年6月18日 - ）
ボケ担当。立ち位置は向かって左。愛称は「矢部」。
片野明隆（かたの あきたか、1984年6月27日 - ）
ツッコミ担当。立ち位置は向かって右。愛称は「アキ」。

## 概要
インターネットの相方募集掲示板で出会い、2009年8月22日結成。
コンビ結成前は、矢部はピン芸人として活動し、片野は役者として活動していた。
コンビ名の由来は、「タンデム＝2人乗り」と「シップ＝船」を組み合わせた「2人乗りの船」という意味の造語。
結成当初は「タンデムシップ」と表記していたが、画数が悪いと注意を受け、「タンデム・シップ」に改めた。
コンビ結成と同じく、2009年に印度の林檎、トミウラタカユ機と笑業団体しきかけ一味を結成し、池袋駅の東口にて週2〜3回お笑いのストリートライブを行っている。

## 出演

### テレビ
- 新進気鋭（日本テレビ）- 2012年7月14日
- エンタの神様（日本テレビ）- 2009年1月17日、矢部のみ。キャッチコピーは「がっかりなカリカリBOY」

## 単独ライブ
2010年
- 9月25日第1回単独コントライブ『Tandemship〜タンデム・シップ〜』（渋谷アップリンクファクトリー）

2011年
- 2月12日第2回単独コントライブ『Angel〜エンジェル〜』（武蔵野芸能劇場 小劇場）

2011年
- 11月4日第3回単独コントライブ『Number〜ナンバー〜』（新宿シアターミラクル）